# Hvozdíček lomikamenovitý
Hvozdíček lomikamenovitý (Petrorhagia saxifraga) je bylina, vytrvalá kvetoucí rostlina z čeledi hvozdíkovité (Caryophyllaceae).

## Rozšíření
Druh je původní v oblastech jižní a střední Evropy. V ČR se jako původní druh vyskytoval v okolí Lanžhota na jižní Moravě. Občas je pěstován a v teplejších oblastech Čech i Moravy zplaňuje.

## Taxonomie
Pro druh Petrorhagia saxifraga jsou používána taxonomická synonyma Kohlrauschia saxifraga a Tunica saxifraga.

## Popis
Hvozdíček lomikamenovitý je vysoká trsnatá vytrvalá bylina s úzce čárkovitými listy. Dorůstá výšky 10 až 25 cm. Kvete od června do října nevelkými bílými nebo narůžovělými květy v latách. Plod je tobolka.

## Možnost záměny
Může být zaměněn za letničku šater zední (Gypsophila muralis), od která se při srovnání liší přítomností podkališních listenců u druhu hvozdíček lomikamenovitý.

## Použití
Je používána jako okrasná rostlina v záhonech, skupinách, skalkách a suchých zídkách. Druh lze použít při výsadbách na zelené střechy a může pokrývat i poměrně rozsáhlé plochy. Může být pěstován s jinými rostlinami v nádobách a ve spárách chodníku.

## Pěstování
Nesnáší zastínění, preferuje slunečné polohy, lehké propustné půdy se zásaditou až neutrální reakcí. Později na stanovišti snese i poměrně suché podmínky. Nesnáší těžké půdy.

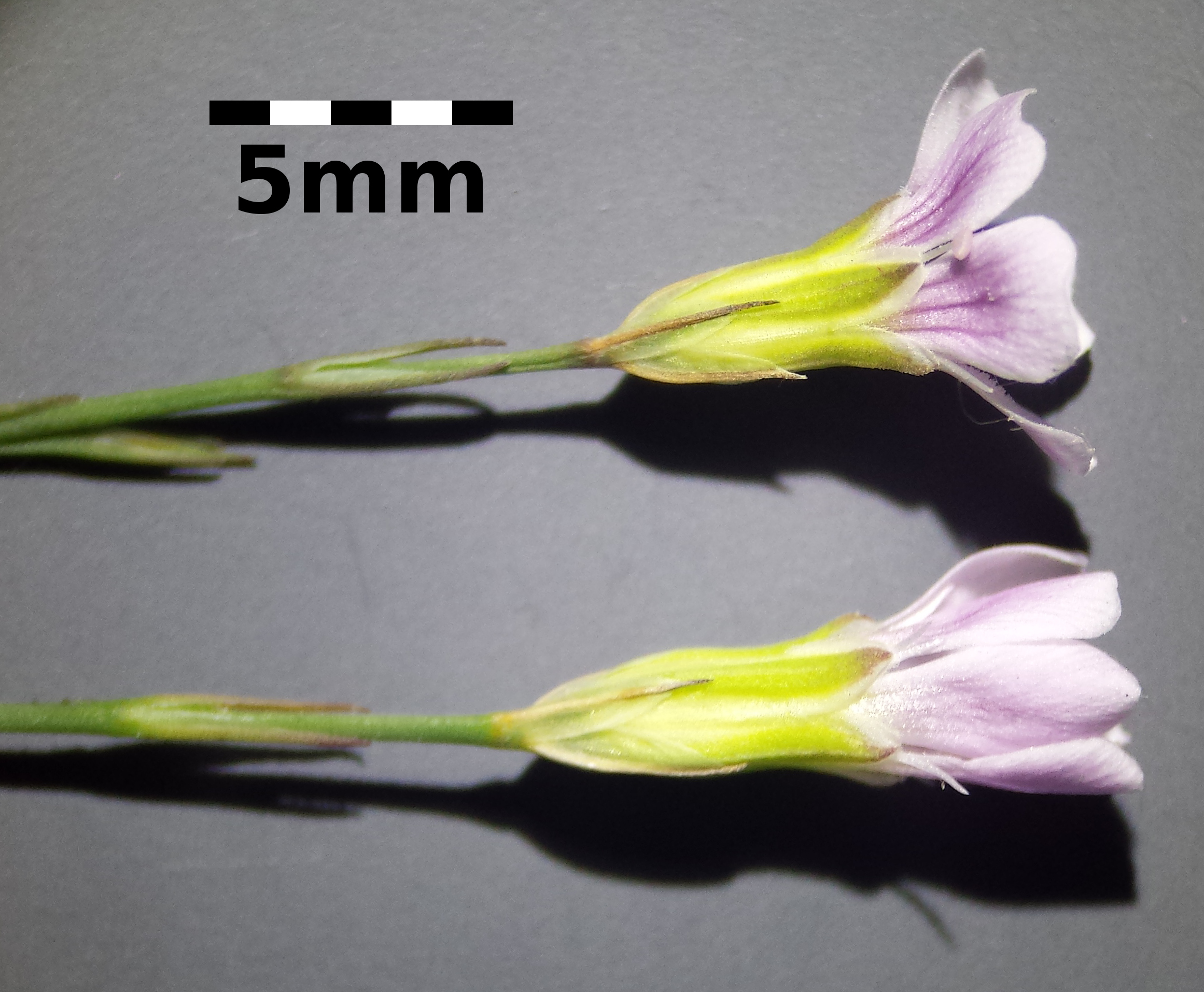
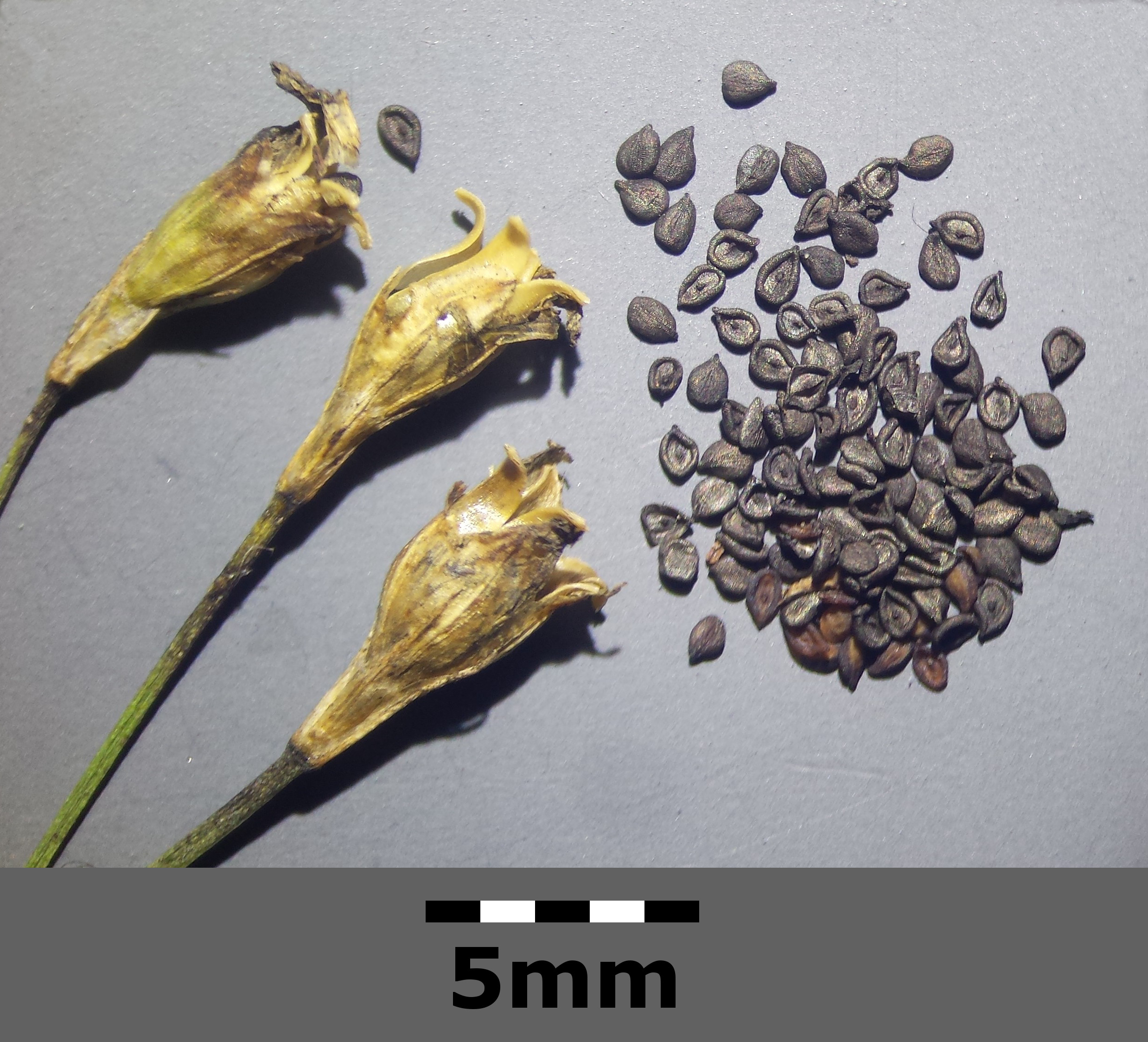